# Ladislao Odonic
Ladislao Odonic (in polacco Władysław (o anche Włodzisław) Odonic; 1190 c. – 5 giugno 1239) è stato un nobile polacco che fu duca di Kalisz (1207-1217), duca di Poznań (1216-1217), signore di Ujście nel 1223, signore di Nakło dal 1225 e duca di tutta la Grande Polonia dal 1229 al 1234; dal 1234 fino alla sua morte amministrò soltanto la parte settentrionale e orientale del fiume Warta (alcuni storici hanno creduto che, poco prima della sua morte, perse Ujście e Nakło).
Figlio del duca Odon di Kalisz e della moglie Viačeslava, a sua volta figlia del principe Jaroslav Osmomysl di Galizia, Ladislao dovette probabilmente il nome a suo zio paterno Ladislao III Laskonogi o a un suo antenato, Ladislao Ermanno.
Resta ignota l'origine del suo soprannome «Plwacz» ("colui che sputa"), che viene già indicato nelle cronache del XIII secolo. Si immagina che il nomignolo fosse dovuto a causa di una malattia che lo affliggeva alla gola o perché aveva cattive maniere. Un altro soprannome usato nelle fonti medievali era «Odonic», una storpiatura del suo patronimico Odowic ("figlio di Odone"); non è inoltre dato sapere il motivo per cui le fonti continuassero a ricorrere alla versione errata anziché a quella corretta.

## Biografia

### Primi anni
Quando il duca e padre Odon di Kalisz morì il 20 aprile 1194, Ladislao aveva soltanto quattro anni e, assieme ai suoi fratelli, fu posto sotto la tutela dello zio paterno Ladislao III Laskonogi (fratellastro di Odon), il quale agì come reggente sulla Grande Polonia meridionale (un ducato creato per Odone da suo padre Miecislao III il Vecchio nel 1182). Lo stesso ducato di Kalisz fu assorbito a tutti gli effetti da Miecislao III ai suoi domini.

### Prima guerra contro Ladislao III Laskonogi
Miecislao III morì nel 1202 e Ladislao III Laskonogi ereditò le terre della Grande Polonia. In un momento storico imprecisato nei successivi quattro anni, Ladislao III cedette il ducato di Kalisz a Enrico I il Barbuto, duca di Breslavia, in cambio di Lubusz (Lebus), come parte del suo tentativo di ampliare la sua influenza nella Pomerania (che confinava con la terra di Lebus).
Nel 1206, Ladislao Odonic fu dichiarato adulto e iniziò a rivendicare il governo sui suoi domini. Si dimostrò particolarmente difficile per lui accettare la cessione del ducato di Kalisz, poiché il giovane principe credeva che rientrasse nella sua legittima eredità. Incapace di raggiungere un accordo favorevole con suo zio, Ladislao Odonic decise di dichiarare guerra a Ladislao III Laskonogi, raccogliendo consensi in quest'impresa dalla nobiltà della Grande Polonia e dall'arcivescovo di Gniezno Enrico Kietlicz, il quale auspicava una maggiore indipendenza e dei vantaggi per la Chiesa.

### Duca di Kalisz
Nonostante gli sforzi di Ladislao Odonic e dell'arcivescovo Kietlicz (che proclamò persino un interdetto contro Ladislao III), l'insurrezione si rivelò di breve durata e infruttuosa, oltre a comportare per entrambi l'allontanamento dalla regione. Ladislao Odonic si rifugiò a Breslavia alla corte di Enrico I il Barbuto, che, nonostante i suoi buoni rapporti con Ladislao III Laskonogi, decise di sostenere apertamente il principe ribelle. Un anno dopo, nel 1207, Enrico I il Barbuto concesse a Ladislao Odonic il ducato di Kalisz, ma a condizione che, nel caso in cui fosse stato in grado di recuperare le terre della Grande Polonia meridionale, Kalisz sarebbe tornata alla Slesia.

### Congresso di Głogów. Tentativo di riconciliarsi con Ladislao III Laskonogi
Malgrado le sue decisioni precedenti, Enrico I il Barbuto si rifiutò di sostenere militarmente Ladislao Odonic, provando al contempo a riconciliare entrambi i rivali attraverso i canali diplomatici. Nel 1208 fu organizzato un incontro a Głogów, dove il duca di Breslavia e i vescovi di Lubusz e Poznań scoprirono che la risoluzione di questa situazione era compito difficile. L'incontro si concluse con un parziale successo, in quanto Ladislao III Laskonogi raggiunse un'intesa con l'arcivescovo Kietlicz ai sensi della quale avrebbe potuto far ritorno a Gniezno riottenendo tutti i suoi beni, a patto che fosse revocato l'interdetto. Tuttavia, a Ladislao Odonic non fu concesso nulla e la posizione rimase irremovibile.

### Stretta collaborazione con la Chiesa
Nel luglio del 1210, si tenne un sinodo a Borzykowa tra vescovi e aristocratici locali, al fine di risolvere la problematica questione della bolla emessa da papa Innocenzo III relativa all'ipotesi di ripristinare una Dzielnica senioralna, ossia una provincia ritagliata per il governo del più anziano discendente dei Piast in vita. Si formarono presto due coalizioni distinte formate rispettivamente da Ladislao Odonic, Leszek il Bianco (granduca di Polonia dal 1206) e Corrado I di Masovia da una parte, mentre dall'altra Ladislao III Laskonogi e Miecislao, duca di Opole e Racibórz. Durante l'incontro furono confermati i privilegi ottenuti dalla chiesa polacca a Łęczyca nel 1180, inclusa l'esenzione dai tribunali secolari.
Leszek il Bianco, il quale insieme ad altri principi Piast desiderava assicurarsi il sostegno del clero, stilò la bozza di un generoso provvedimento che assicurava l'integrità dei possedimenti territoriali dei vescovi. Il privilegio non fu però immediatamente ratificato da Enrico I il Barbuto e Ladislao III Laskonogi, ma soltanto più tardi. Miecislao, non presente a Borzykowa, decise con il sostegno della famiglia Gryfici di guidare il suo esercito e marciare contro Cracovia, dove la confusione cittadina gli consentì di assumere il totale controllo della capitale senza combattere, e divenne il nuovo granduca di Polonia.
La politica di piena cooperazione con la Chiesa di Ladislao Odonic portò all'emissione di una bolla di Innocenzo III il 13 maggio 1211, in cui il papa dichiarava Ladislao sotto la sua protezione. Quest'ultimo sostenne anche attivamente gli ordini monastici, in particolare i cistercensi, che ricevettero delle terre nel distretto di Przemęt il 29 luglio 1210. Il 20 ottobre 1213, un nuovo monastero cistercense fu fondato a Ołobok sul fiume Prosna, che venne riccamente arredato da Ladislao.
Nel 1215 Ladislao Odonic prese parte al congresso dei principi e dei vescovi a Wolbórz, dove lui e gli altri sovrani Piast (tra cui Leszek I il Bianco, Corrado I di Masovia e Casimiro I di Opole) accettarono di estendere i benefici economici e legali per la Chiesa.

### Duca della Grande Polonia meridionale. Conflitto con Enrico I il Barbuto
Un anno dopo, l'arcivescovo Kietlicz appoggiò le disposizioni del IV concilio lateranense, grazie alla quale l'autorità papale ne uscì rafforzata e poterono avviarsi i preparativi per la quinta crociata. Inoltre, con il sostegno degli altri principi polacchi, l'arcivescovo promosse la resa delle terre della Grande Polonia meridionale a Ladislao. Alla fine, nel 1216 Ladislao III Laskonogi diede a suo nipote il dominio sulla Grande Polonia meridionale.
Tuttavia, l'assegnazione di queste terre vicino al fiume Obra creò un nuovo problema per Ladislao. In conformità con il trattato del 1206 tra lui e Enrico I il Barbuto, il ducato di Kalisz doveva tornare in Slesia se Ladislao avesse recuperato la sua eredità. Inoltre, anche i precedenti eccellenti rapporti con l'arcivescovo Kietlicz iniziarono a deteriorarsi, e così Ladislao riuscì a ottenere una nuova bolla protettiva dal Papa (emessa il 9 febbraio 1217), questa volta per proteggerlo dalle pretese della gerarchia ecclesiastica locale.
Nel 1217, un congresso di altri duchi Piast a Danków si rivelò assai dannoso per Ladislao Odonic. In quell'occasione, suo zio Ladislao III Laskonogi e Leszek il Bianco firmarono un accordo di mutua successione che ridusse notevolmente le possibilità del giovane principe di acquisire, con mezzi pacifici, l'eredità di suo zio.

### Seconda guerra contro Ladislao III Laskonogi. Fuga dal paese
L'accordo di Danków (a cui presto si unì Enrico I Barbuto) e la morte dell'arcivescovo Kietlicz permisero a Ladislao III Laskonogi di attaccare suo nipote con la benevola neutralità degli altri sovrani Piast. Ladislao Odonic non era in grado di difendere se stesso o le sue terre e poco dopo fuggì in Ungheria.
Non si sa quasi nulla della prima fase dell'esilio di Ladislao dalla Polonia. Ci sono alcune ipotesi che il principe abbia partecipato alla spedizione del re Andrea II d'Ungheria in Palestina. Successivamente, probabilmente si recò in Boemia e in Germania, dove cercò di sollecitare l'aiuto dei governanti locali.

### Arrivo in Pomerania. Conquista di Ujście e Nakło
Nel 1218 Ladislao Odonic arrivò infine alla corte di Świętopełk II di Pomerania (probabilmente suo cognato), che voleva la sua emancipazione politica e interruppe la sua fedeltà a Leszek il Bianco. Świętopełk II promise a Ladislao il suo sostegno nello sforzo di riconquistare la sua eredità.
Grazie all'aiuto del duca di Pomerania, Ladislao riuscì a conquistare la fortezza nord-orientale di Ujście nel 1223. Due anni dopo riuscì a respingere il contrattacco di suo zio e ottenere il distretto di Nakło.

### Nuova fase nella guerra contro Ladislao III Laskonogi. Sconfitta del voivode Dobrogost
Nel 1227 Ladislao III Laskonogi decise infine di attaccare direttamente suo nipote. A tal fine, inviò truppe sotto il comando del voivoda Dobrogost, che assediò Ujście. Non solo il voivoda non riuscì a conquistare la città fortificata, ma Ladislao Odonic fece un attacco a sorpresa alle truppe di Dobrogost e il 15 luglio l'esercito del voivoda fu completamente sconfitto e venne ucciso. Grazie a questa vittoria, Ladislao Odonic fu in grado di conquistare la maggior parte della Grande Polonia.

### Il Congresso di Gąsawa e le sue tragiche conseguenze. Responsabilità per la morte di Leszek il Bianco
Temendo di poter perdere tutti i suoi domini, Ladislao III Laskonogi decise di trovare una soluzione pacifica alla controversia con suo nipote. A tale scopo, un incontro ufficiale di duchi, vescovi e nobili Piast fu convocata nel distretto cuiavo di Gąsawa nel novembre 1227. Tra i principi che presero parte all'incontro vi furono Ladislao Odonic, Leszek il Bianco, Enrico I il barbuto e Corrado I di Masovia. Per ragioni sconosciute, Ladislao III Laskonogi alla fine scelse di non prendere parte all'incontro, forse perché i suoi interessi erano probabilmente rappresentati da Paolo, vescovo di Poznań. Inoltre, i duchi dovevano anche discutere proposte per una soluzione all'usurpazione del titolo ducale da parte di Świętopełk II di Pomerania, che aveva sfruttato la situazione confusa nella Grande Polonia per impadronirsi di Nakło, che apparteneva a Ladislao).
La tragica fine dell'incontro ebbe luogo la mattina del 24 novembre, quando durante una pausa dalle deliberazioni i principi furono attaccati da uomini della Pomerania, che uccisero Leszek il Bianco e ferirono gravemente Enrico I il Barbuto. Secondo le fonti e la storiografia, il principale mandante dell'omicidio era Ladislao Odonic, sebbene ci siano alcuni storici che credono che anche il duca Świętopełk II fosse coinvolto nel crimine, e alcuni che sono inclini ad assolvere Ladislao Odonic da qualsiasi parte nell'attacco.

### Rapporti amichevoli con Corrado I di Masovia. Nuove lotte con Ladislao III Laskonogi
Gli eventi di Gąsawa portarono a una situazione molto complicata in Polonia e portarono pochi benefici a Ladislao Odonic nel suo conflitto con lo zio. All'inizio del 1228, Ladislao III Laskonogi, con l'aiuto delle forze della Slesia, riuscì a sconfiggere suo nipote in circostanze sconosciute, facendolo prigioniero. Tuttavia, il Duca della Grande Polonia non riuscì a trarre vantaggio da questo successo, perché più tardi quell'anno, mentre suo zio era nella Piccola Polonia, Ladislao Odonic riuscì a fuggire a Płock, dove stabilì rapporti amichevoli con Corrado I di Masovia.

### Deposizione di Ladislao III Laskonogi dalla Grande Polonia e sua morte
Nel 1229, Ladislao Odonic e Corrado I di Masovia intrapresero un'azione concertata contro Ladislao III Laskonogi. Ladislao Odonic riuscì quindi a prendere il dominio sulle terre di suo zio. Molto meno riuscita fu la partecipazione di Corrado I, le cui truppe assediarono senza successo Kalisz. Ladislao III Laskonogi alla fine non riuscì a difendersi e subito dopo fuggì a Racibórz in Slesia. Il successo di Ladislao Odonic fu completo, ma rimase un rischio: nella primavera del 1231 Enrico I il Barbuto lanciò una spedizione contro la Grande Polonia con lo scopo di ridare il potere a Ladislao III Laskonogi, ma le truppe della Slesia furono sconfitte alle mura di Gniezno.
Il 3 novembre 1231 Ladislao III Laskonogi morì inaspettatamente, apparentemente ucciso da una ragazza tedesca che tentò di violentare. Tuttavia, questo cambiò solo leggermente la situazione di Ladislao Odonic, poiché suo zio aveva passato tutti i suoi diritti di eredità a Enrico I il Barbuto prima della sua morte.

### Politica di cooperazione con la Chiesa. Ribellione della nobiltà locale
Desiderando neutralizzare l'influenza della Slesia, Ladislao iniziò una politica che lo portasse ad avere come alleato la Chiesa. Nel 1232, concesse al vescovo di Poznań un privilegio di immunità in base al quale tutti i soggetti nelle terre del vescovo furono esclusi dall'omaggio al ducato. Al vescovo Paul fu anche permesso di coniare la propria moneta.
Tuttavia, questa politica di sottomissione alla chiesa portò un effetto negativo tra la nobiltà, che nel 1233 si ribellò contro di lui e offrì il Ducato della Grande Polonia a Enrico I il Barbuto. Grazie alla passività di Enrico I, la rivolta fallì. L'indifferenza di Enrico I verso la Grande Polonia fu estremamente vantaggiosa per Ladislao Odonic, che ottenne dal duca di Slesia la rinuncia formale a tutte le sue pretese sull'eredità di Ladislao III Laskonogi.
L'istituzione della pace permise a Ladislao Odonic ed Enrico (figlio ed erede di Enrico I) di partecipare insieme a Corrado I di Masovia alla spedizione organizzata dai Cavalieri Teutonici contro i Prussiani nel 1233-1234.

### Guerra contro Enrico I il Barbuto. Perdita della metà della Grande Polonia
Nel 1234 la pace recentemente conclusa fu improvvisamente spezzata e le ostilità tra Enrico I il Barbuto e Ladislao Odonic ripresero. Questa volta, il duca di Slesia era ben preparato e senza grandi ostacoli si impadronì della parte meridionale della Grande Polonia. Ladislao fu quindi costretto ad avviare colloqui di pace con la mediazione del vescovo Paul di Poznań e dell'arcivescovo Pełka di Gniezno. I termini dell'accordo, pubblicato il 22 settembre 1234, furono molto sfavorevoli per Ladislao Odonic, che dovette rinunciare a tutti i territori a sud e ovest del fiume Warta, che includevano Kalisz, Santok, Międzyrzecz e Śrem. In segno di gratitudine per la sua mediazione, Ladislao estese all'arcivescovo Pełka e al vescovado di Gniezno l'immunità che aveva concesso alla chiesa di Poznań nel 1232. Anche con la ratifica di questo (sfavorevole) accordo il 26 giugno 1235, entrambe le parti sembravano consapevoli che lo scoppio di una nuova guerra sarebbe stata solo questione di tempo.
La guerra scoppiò di nuovo alla fine del 1235, quando Ladislao Odonic (usando i disordini causati dal brutale governo a Śrem del governatore nominato da Enrico I il Barbuto, principe Borzivoj di Boemia), tentò ingannevolmente di recuperare quella parte della Grande Polonia. La spedizione si concluse con un certo successo (Śrem fu recuperato e Borzivoj ucciso durante la battaglia); tuttavia, una spedizione di rappresaglia dell'esercito della Slesia arrivò presto a Gniezno.
Ladislao Odonic, avendo buoni rapporti con la Chiesa, provò a far sì che papa Gregorio IX annullasse il trattato del 1234 e la decisione di Enrico I di allontanarlo dalla Grande Polonia con la forza. Nel 1236 il papa ordinò all'arcivescovo Pełka di creare un comitato che avrebbe risolto la disputa una volta per tutte. La loro decisione fu favorevole a Enrico, e dopo le proteste di Ladislao , un altro comitato produsse un documento che invalidò il trattato del 1234, che a sua volta fu ripudiato da Enrico I.
Nel 1237 ripresero le ostilità. Di conseguenza, Ladislao perse la castellania di Ladzka. Solo dopo l'intervento di un inviato papale, Guglielmo di Modena, entrambe le parti si accordarono per una tregua.

### Rapporti con Enrico II il Pio. Morte
La morte di Enrico I il Barbuto il 19 marzo 1238 non pose fine al conflitto con i principi della Slesia perché il figlio di Enrico I e suo successore Enrico II il Pio mantenne le sue pretese sulla Grande Polonia. Nel 1239 scoppiò una nuova guerra e ancora una volta Ladislao fu sconfitto. Questa volta perse il resto della Grande Polonia, ad eccezione di Ujście e Nakło. [Nota 1]
Ladislao Odonic morì il 5 giugno 1239 e fu seppellito nella basilica di San Pietro e San Paolo a Poznań.

## Discendenza
Tra il 1218 e il 1220 Ladislao si sposò con Edvige (morta il 29 dicembre 1249), le cui origini sono controverse. Secondo alcune fonti, la sua origine è sconosciuta; tuttavia, altri storici credevano che avesse un'origine Pomerana o Morava: poteva essere la figlia del Duca Mestwin I di Pomerania, e quindi essere la sorella di Świętopełk II, o poteva essere un membro della dinastia dei Přemyslidi. Secondo quanto riferito, ebbero sei figli:
- Edvige (n. 1218/20 - m. 8 gennaio a poppa. 1234), sposato ca. 1233 al duca Casimiro I di Cuiavia.[9]
- Przemysł I (n. 5 giugno 1220/4 giugno 1221 - m. 4 giugno 1257).
- Boleslao il Pio (n. 1224/27 - m. 14 aprile 1279).
- Salomea (n. 1225 ca. - m. Aprile 1267?) Sposò nel 1249 il duca Corrado I di Głogów.
- Ziemomysł (n. 1228/32 - m. 1235/36).[10]
- Eufemia (circa 1230 - 15 febbraio circa 1281), sposata nel 1251 con il duca Ladislao di Opole